# Cerebrolisina
La cerebrolisina es una combinación de péptidos y aminoácidos de bajo peso molecular derivados del tejido cerebral de cerdos que ha mostrado propiedades neuroprotectoras y neurotróficas.

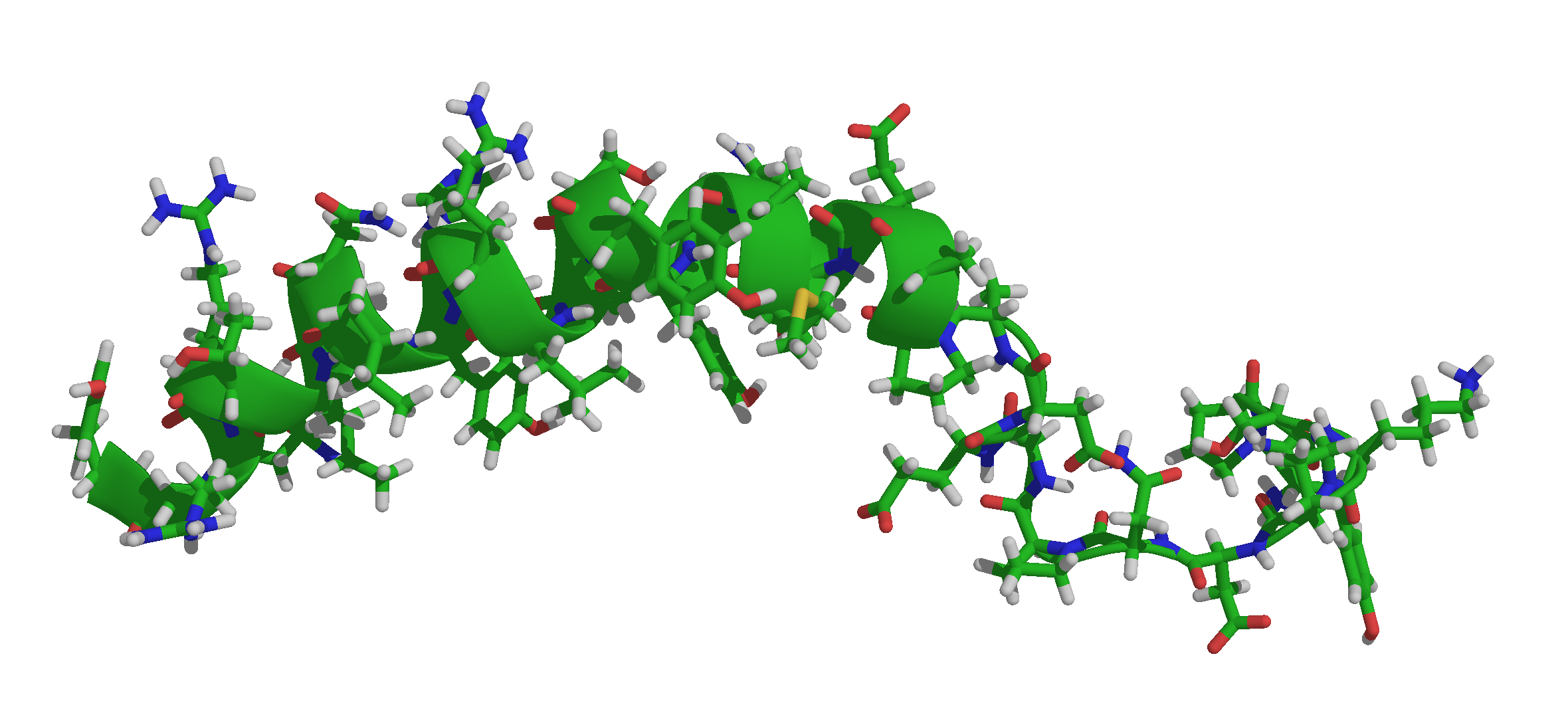
Neuropéptido.

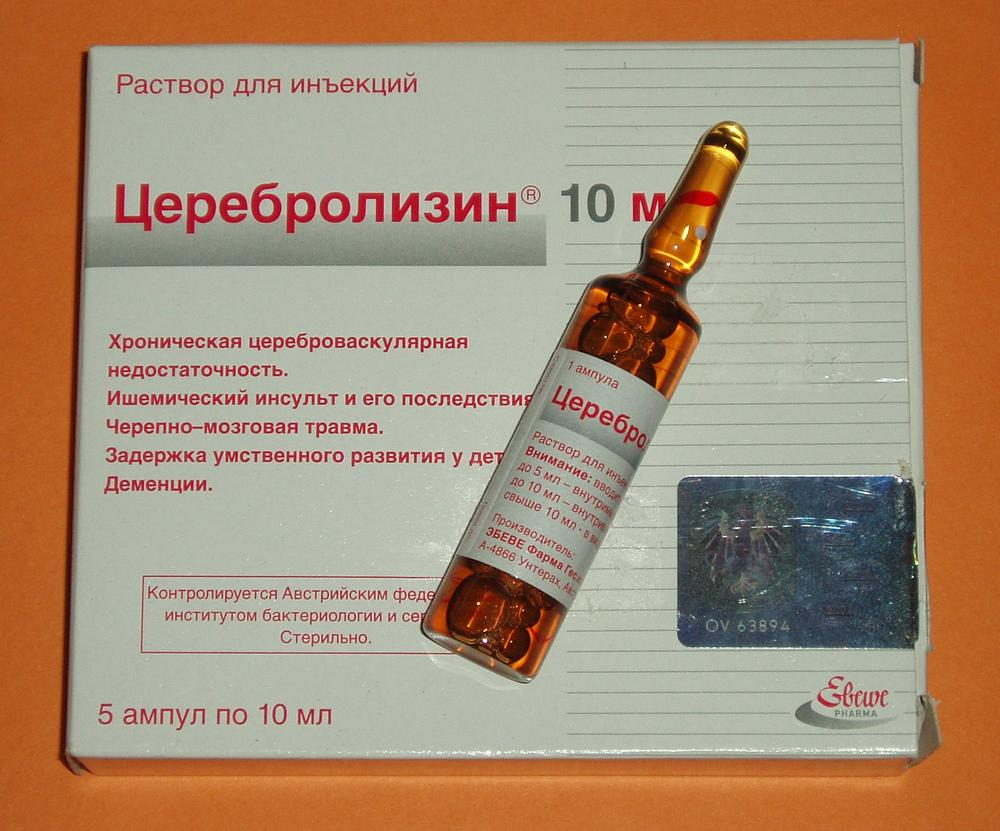
Presentación del producto en Rusia.

## Uso terapéutico
Su uso está aprobado para el tratamiento de la demencia y accidente cerebrovascular en 44 países, entre ellos China, Austria, Alemania, Rusia, Corea y América del Sur, y se encuentra actualmente en la fase III de los ensayos clínicos en múltiples países de Europa. Se utiliza ampliamente en el tratamiento del accidente cerebrovascular isquémico agudo en Rusia y China, pero no existe evidencia concluyente de su eficacia.
La cerebrolisina ha sido aprobada en algunos países para el tratamiento paliativo de la enfermedad de Alzheimer en  etapas leve a moderada, pero no por la FDA americana. Al parecer mejora la memoria, la concentración, la fatiga y el vértigo.
La cerebrolisina podría ser un tratamiento efectivo para algunas enfermedades neurológicas como infarto agudo cerebral, demencia vascular, disfunción cerebral, traumatismo craneoencefálico, encefalopatía isquémica, hiperquinesia extrapiramidal, neuropatía diabética, glaucoma y síndrome de Rett. Así como para enfermedades neuropsiquiátricas como el Alzheimer y la esquizofrenia.
También podría ser útil para prevenir déficit neurológico como confusión, desorientación o déficit cognitivo después de neurocirugías.

## Mecanismo de acción
Como neuroprotector prevendría las enfermedades neurodegenerativas evitando la  apoptosis, nombre científico con el que se conoce a la muerte celular programada.